# Американская сорока
Pica hudsonia (лат.) — вид птиц семейства врановых.

## Описание
Длина птицы от 33 до 40 см без хвоста. Масса — 290—330 граммов. Внешне неотличима от сороки. Обитает по всем США и на севере Мексики.

## Питание
Питается насекомыми, ящерицами, грызунами, птенцами, небольшими кактусами.

## Размножение
Гнездо без крыши, чашевидное.

## Систематика
Птица является близкой к калифорнийской сороке и образует с ней отдельный подрод.

## Отношения с человеком
Когда Льюис и Кларк впервые столкнулись с этими птицами в 1804 году в Южной Дакоте, они сообщали, что те входили в палатки и брали еду с руки.